# Torre Mora (Pals)
La Torre Mora o Torre de la Platja és una obra del municipi de Pals (Baix Empordà) declarada bé cultural d'interès nacional.

## Descripció
La Torre Mora construïda molt probablement al segle XV es troba entremig de les pinedes que hi ha a prop de la platja de Pals. És la torre d'una antiga masia o casal del qual es veuen escassos vestigis al seu costat. La torre és cilíndrica, conserva uns 10 metres d'alçada i es seu perímetre és de 22-23 metres. A la part alta hi ha algun rastre dels merlets. Consta de dues planta i terrat; les plantes estaven separades per una volta esfèrica i l'accés d'una planta a l'altre es feia amb una escala de mà a través d'unes trapa realitzada a la volta que fan 60x60 centímetres. La planta baixa està coberta de sorra. Al costat de migdia té un gros esvoranc que és l'entrada a la torre; està situada a l'altura del primer pis i s'accedia a ella amb una escala de mà. Al primer pis es va construir una llar de foc. El seu parament és de pedres desbastades, lligades amb argamassa, el mur és de molt gruix.
A prop de la torre hi ha les restes d'unes construccions, anomenades "botigues" que estan documentades des del segle xviii. Eren petites construccions situades arran de mar i que es feien servir com a refugi o magatzem.

## Història
La torre es troba en mig de les pinedes plantades al segle xix per fixar les dunes de la Platja de Pals. És molt propera al mar i visible pels navegants, per això s'ha fet servir durant molt de temps com a senya als pescadors i mariners, com diu Josep Pla a la "Guia de la Costa Brava".
L'origen de la torre es troba als segles xvi i xvii, igual que la major part de torres que es troben en els municipis costaners. La majoria d'aquestes torres són de defensa o de guaita i es construïen per protegir-se dels atacs de la pirateria que en aquell temps eren molt freqüents a tot el Mediterrani. A partir dels segles XVIII i xix, la pirateria va començar a disminuir per la caiguda de l'Imperi Otomà i, per tant, l'ús de la torre va començar a decaure.
Prop de la torre s'hi van construir al segle XX les antenes de Radio Liberty.